# Eupithecia boryata
Eupithecia boryata es una especie de polilla de la familia Geometridae. La especie fue descrita por primera vez por Hans Rebel habiendo sido descrita en 1906, con distribución en las Islas Canarias. El holotipo de la especie fue descrita en los alrededores de Gomera.

## Distribución
La especie ha sido descrita en Valverde y El Pinar, ambos en la isla El Hierro.

## Descripción
La envergadura es de unos 14 a 15 milímetros (0,6 a 0,6 plg). E. boryata tiene alas estrechas y estiradas. Cuenta con antenas ciliadas muy cortas y un largo grupo de vellos en el extremo anal del ala de color gris blanco. La línea central de las alas anteriores es muy notable, siendo larga, negra e inclinada.
Tiene cierto parecido con otra especie canaria, Eupithecia gomerensis. La forma del ala muy estrecha y el color gris claro la separan de otra especie del norte de África, Eupithecia massiliata. Las antenas de la E. boryata son más delgadas, pero tienen cilios de la misma longitud que las de E. massiliata.

## Ciclo de vida
Las orugas probablemente se alimentan de especies de árboles Quercus y de especies de lamiáceas endémicas.